# Socarnoides eugenovi
Socarnoides eugenovi is een vlokreeftensoort uit de familie van de Lysianassidae. De wetenschappelijke naam van de soort is voor het eerst geldig gepubliceerd in 1934 door Gurjanova.